# Susan Walters
Susan Walters (* 28. September 1963 in Atlanta, Georgia) ist eine US-amerikanische Schauspielerin und ehemaliges Model. Sie besuchte die Chamblee High School in Chamblee in Georgia, die sie 1980 abschloss.

## Leben und Karriere
Walters ist für ihre Rolle als Diane Jenkins Newman in der CBS-Seifenoper Schatten der Leidenschaft bekannt, die sie 2001 bis 2004 spielte und zu der sie Ende Februar 2010 kurzzeitig zurückkehrte. Weitere wiederkehrende Rollen hatte sie als Schulleiterin in der Serie One Tree Hill des Fernsehsenders The CW und als snobistische Frau des Bürgermeisters einer Kleinstadt in der Fernsehserie Vampire Diaries, die ebenfalls auf The CW lief.
Sie begann ihre Karriere als Lorna Forbes Perelli in der Seifenoper Loving von der Pilotfolge im Juni 1983 bis Ende 1986. Dann verließ sie die Soap und trat in verschiedenen Primetime-TV-Produktionen von Aaron Spelling auf, unter anderem in der letzten Staffel von Hotel als Ryan Thomas.
Bei Melrose Place war sie als Tiffany Hart zu sehen und war eine der Krankenschwesterschülerinnen in der Serie Nighting Gales während ihrer gesamten Laufzeit.
Walters’ erste große Rolle war Priscilla Presley in der TV-Miniserie Elvis und ich aus dem Jahr 1988. Eine Gastrolle hatte sie in CSI: Miami. Sie ist auch für ihre Auftritte als Mulva (eigentlich Dolores) auf der NBC-Sitcom Seinfeld bekannt, die sie im Jahr 1993 und dann wieder von 1996 bis 1997 gespielt hat. Sie stellte 1996 auch die Staatsanwältin Anne Osborne in der TV-Version von The Big Easy dar, die auf dem USA Network lief. Im Jahr 1999 erschien sie in dem Disney Channel Film Horse Sense, sowie dessen Nachfolger, Jumping Ship, aus dem Jahr 2001. Walters ist seit 1986 mit dem Schauspieler Linden Ashby verheiratet, der an ihrer Seite in Schatten der Leidenschaft Cameron Kirsten spielte, und hat mit ihm zwei Töchter.

## Filmografie (Auswahl)
- 1987: Wer ist hier der Boss? (Who’s the Boss?, Fernsehserie, eine Episode)
- 1987–1988: Hotel (Fernsehserie, 11 Folgen)
- 1988: Elvis und ich (Elvis and me)
- 1988: Schwestern – Ein neuer Anfang (Nightingales)
- 1990: Brennpunkt San Diego (Grand Slam)
- 1990: Tödlicher Schnee (In the Line of Duty: A Cop for the Killing)
- 1990–1992: Mein lieber John (Dear John, Fernsehserie, 55 Episoden)
- 1991: Rendezvous im Jenseits (Defending your life)
- 1993: Matlock (Staffel 8, Episode 8+9)
- 1994: Pretty Contessa – Falsche Prinzessin sucht wahre Liebe (The Counterfeit Contessa)
- 1995: Der Mörder in ihrem Bett (Texas Justice)
- 1995: Traumfrau verzweifelt gesucht (Two Guys Talkin’ About Girls)
- 1996–1997: Big Easy – Straßen der Sünde (The Big Easy, Fernsehserie, 22 Episoden)
- 1997: Zwei Singles in L.A. (Til There Was You)
- 1999: Wenn die Wahrheit lügt (Where the Truth Lies)
- 1999: Wie Du mir, so ich Dir (Horse Sense)
- 2001: Crossing Jordan – Pathologin mit Profil (Crossing Jordan, Fernsehserie, eine Episode)
- 2001: Schiffbruch (Jumping Ship)
- 2001–2004, 2010: Schatten der Leidenschaft (The Young and the Restless, Fernsehserie, 66 Episoden)
- 2004: Explosionsgefahr: Eine Stadt am Abgrund (Combustion, Fernsehfilm)
- 2004: JAG – Im Auftrag der Ehre (JAG, Episode 9x21)
- 2006: Cold Case – Kein Opfer ist je vergessen (Cold Case, Fernsehserie, eine Episode)
- 2009: One Tree Hill (Fernsehserie, 3 Episoden)
- 2009–2012: Vampire Diaries (The Vampire Diaries, Fernsehserie, 33 Episoden)
- 2011: Big Mama’s Haus – Die doppelte Portion (Big Mommas: Like Father, Like Son)
- 2011–2017: Teen Wolf (Fernsehserie, 24 Episoden)
- 2014: Kill the Messenger
- 2015: How to Get Away with Murder (Fernsehserie, Episode 2x07)
- 2016, 2018–2020, 2022: The Flash (Fernsehserie, 6 Episoden)
- 2017: Weihnachten, die Liebe und meine Schwiegereltern (Winter Wedding)
- 2018: Virginia Minnesota
- 2018: The Fosters (Fernsehserie, 3 Episoden)
- 2018: Murdered at 17 (Fernsehfilm)
- 2018: Sins and Seduction (Do Not Be Deceived, Fernsehfilm)
- 2019–2021: Good Trouble (Fernsehserie, 3 Episoden)
- 2019: Tell Me Your Secrets (Fernsehserie, 2 Episoden)
- 2021: The Rookie (Fernsehserie, 1 Episode)